# Boyd (Minnesota)
Boyd es una ciudad ubicada en el condado de Lac qui Parle en el estado estadounidense de Minnesota. En el Censo de 2010 tenía una población de 175 habitantes y una densidad poblacional de 130,44 personas por km².

## Geografía
Boyd se encuentra ubicada en las coordenadas 44°51′4″N 95°54′4″O / 44.85111, -95.90111. Según la Oficina del Censo de los Estados Unidos, Boyd tiene una superficie total de 1.34 km², de la cual 1.34 km² corresponden a tierra firme y (0%) 0 km² es agua.

## Demografía
Según el censo de 2010, había 175 personas residiendo en Boyd. La densidad de población era de 130,44 hab./km². De los 175 habitantes, Boyd estaba compuesto por el 94.86% blancos, el 0% eran afroamericanos, el 0% eran amerindios, el 0.57% eran asiáticos, el 0% eran isleños del Pacífico, el 4.57% eran de otras razas y el 0% pertenecían a dos o más razas. Del total de la población el 4.57% eran hispanos o latinos de cualquier raza.